# Sassanidotus zarudnyi
Espèce
Synonymes
- Buthus zarudnyi Birula, 1900

Sassanidotus zarudnyi est une espèce de scorpions de la famille des Buthidae.

## Distribution
Cette espèce est endémique d'Iran,. Elle se rencontre dans les provinces du Sistan-et-Baloutchistan, du Hormozgan, du Fars, du Khouzistan et d'Ispahan.

## Description
Le mâle décrit par Kovařík et Fet en 2006 mesure 34,4 mm.

## Systématique et taxinomie
Cette espèce a été décrite sous le protonyme Buthus zarudnyi par Birula en 1900. Elle est placée dans le genre Mesobuthus par Vachon en 1950 puis dans le genre Sassanidotus par Farzanpay en 1987.

## Étymologie
Cette espèce est nommée en l'honneur de Nikolaï Zaroudny.

## Publication originale
- Birula, 1900 : « Scorpiones mediterranei Musei Zoologici mosquensis. » Izvestiya Imperatorskogo Obshchestva Lyubitelei Prirody, Istorii, Antropologii i Etnografii, vol. 98, no 3, p. 8-20.